# Kazimierz Cegliński
Kazimierz Paweł Cegliński herbu Topór (ur. 25 stycznia 1867 w Kałuszynie - zm. 17 grudnia 1918 w Moskwie) – polski inżynier kolejowy pracujący na terenie Rosji.

## Życie
Ukończył ze złotym medalem gimnazjum w Siedlcach. Studiował w Petersburgu gdzie ukończył wydział matematyczny Uniwersytetu a następnie Instytut Inżynierów Komunikacji (1890). Był inżynierem budującym kolej muromo-kazańską a następnie kolej Grafskaja—Chabarowsk. Od 1892 pracował na Kolei Moskwa-Kazań gdzie doszedł do stanowiska naczelnika wydziału technicznego.
Od 1898 był ponadetatowym wykładowcą a następnie od 1901 etatowym wykładowcą, od 1904 adiunktem a od 1906 profesorem nadzwyczajnym kolejnictwa w Moskiewskiej Szkole Inżynierów. Po przekształceniu szkoły na Instytut Inżynierów Komunikacji został profesorem zwyczajnym (1913); wykładał także w Żeńskim Instytucie Politechnicznym. Był autorem podręczników kolejnictwa oraz szeregu prac ze swej specjalności a także kilku projektów dużych stacji kolejowych.
Poza pracą na uczelni był od 1909 naczelnikiem wydziału technicznego oraz zastępcą naczelnika wydziału służby na kolei moskiewsko-kurskiej. Podczas I wojny światowej  był na tej kolei naczelnikiem wydziału nowych robót oraz budowy warsztatów kolejowych. Brał żywy udział w życiu kolonii polskiej w Moskwie, był także członkiem paru towarzystw kulturalnych i fachowych Królestwie Polskim.
Po przewrocie bolszewickim mianowano go w 1918 członkiem Wyższej Rady Technicznej. W tym okresie zorganizował wydział komunikacji przy Doświadczalnym Instytucie Komisariatu Dróg Komunikacji.

### Prace Kazimierz Ceglińskiego
- Железные дороги Англии : Заметки о верх. строении, станциях и сигнализации, Москва 1899
- Курс железных дорог. Соединение путей железной дороги, Москва 1901,
- Курс железных дорог. Сигнализация, Москва 1901, 1904
- Железнодорожный путь в кривых : Исслед. оснований устройства и условий работы пути в связи с особенностями криволин. движения поездов, Москва 1903
- Метрополитены Берлина и Парижа, Москва 1910
- Электрическая тяга поездов на магистральных линиях железных дорог. Москва 1912
- Курс железных дорог, Т. 1, Москва 1913

## Życie prywatne
Syn malarza, znanego pejzażysty, Juliana (1830-1903) i jego pierwszej żony Kazimiery z Buczyńskich.